# Heinz Frölich
Heinz Frölich (* 11. Mai 1908 in Gotha; † 14. August 2004 in Purkersdorf) war ein deutscher Schauspieler.

## Leben
Heinz Frölich absolvierte seine Ausbildung zum Schauspieler an der Staatlichen Musikhochschule Weimar. Stationen seiner Theaterlaufbahn waren u. a. Bühnen in Berlin, Bern, Düsseldorf, Hamburg und Wuppertal. 1973 nahm er 65-jährig ein Engagement am Wiener Burgtheater an, dem er bis zu seinem Tod angehörte.
Frölich war in den 30 Jahren seiner Zugehörigkeit zur Burg in über 80 Rollen zu sehen. Noch in der Spielzeit 2003/04 stand er im Alter von 95 Jahren in drei Stücken auf der Bühne: Als Melvil in Maria Stuart, als Valentin in Was ihr wollt von William Shakespeare sowie neben Gusti Wolf in Botho Strauß’ Der Narr und seine Frau heute abend in Pancomedia.
1956 agierte Heinz Frölich in dem Film Joe Hill, der Mann, der niemals starb zum ersten Mal vor der Kamera. Es folgten eine Reihe weiterer Aufgaben in Filmen und Serien wie z. B. John Klings Abenteuer oder Pater Brown. Seine letzte Rolle spielte Frölich 2004 in der Tatort-Folge Der Wächter der Quelle.
Heinz Frölich hatte zeitlebens die deutsche Staatsbürgerschaft, erhielt aber zwei hohe österreichische Auszeichnungen. Er war bis zu deren Tod 1978 mit der Schauspielkollegin Änne Bruck verheiratet.

## Auszeichnungen
- Silbernes Ehrenzeichen für Verdienste um die Republik Österreich
- Österreichisches Ehrenkreuz für Wissenschaft und Kunst I. Klasse

## Filmografie (Auswahl)
- 1956: Joe Hill, der Mann, der niemals starb
- 1959: Weimarer Pitaval: Der Fall Wandt (Fernsehreihe)
- 1959: Spuk in Villa Sonnenschein (Fernsehfilm)
- 1960: Fernsehpitaval: Der Fall Haarmann (Fernsehreihe)
- 1960: Was wäre, wenn …?
- 1960: Fernsehpitaval: Der Fall Hugo Stinnes jr.
- 1960: Fernsehpitaval: Der Fall Hoefle
- 1961: Fernsehpitaval: Der Fall Denke
- 1963: Bei uns zu Haus
- 1963: Kean
- 1965: Tagträume
- 1965: John Klings Abenteuer – Der Täter ist bekannt
- 1966: Hobby
- 1966: Wechselkurs der Liebe
- 1966: Der Nachtkurier meldet – Kein Interview mit Rokowksy
- 1967: Freitag muss es sein
- 1967: Verräter (Fernseh-Dreiteiler)
- 1968: Die Wilde
- 1968: Tragödie auf der Jagd
- 1970: Pater Brown – Das blaue Kreuz
- 1970: Recht oder Unrecht – Der Schuß
- 1974: Die Jagdgesellschaft
- 1978: Hiob
- 1980: Maria Theresia
- 1981: Tarabas
- 1981: Ringstraßenpalais – Die Spekulanten
- 1983: Mich wundert, daß ich so fröhlich bin
- 1984: Weltuntergang
- 1990: Wilhelm Tell
- 2001: Blumen für Polt
- 2004: Tatort: Der Wächter der Quelle (Fernsehreihe)

## Theater
- 1952: Maxim Gorki: Die Feinde – Regie: Fritz Wisten (Theater am Schiffbauerdamm Berlin)
- 1952: Peter Karvaš: Menschen unserer Straße (Briefträger) – Regie: Gottfried Herrmann (Theater am Schiffbauerdamm)
- 1954: Leo Tolstoi: Anna Karenina – Regie: Werner Stewe (Volksbühne Berlin)

## Hörspiele
- 1955: Zdzislaw Skowronski/ Josef Slotwinski: Der Geburtstag des Direktors (Kalita, Inspektor) – Regie: Helmut Hellstorff (Hörspiel – Rundfunk der DDR)
- 1960: Rolf Schneider: Der dritte Kreuzzug oder Die wundersame Geschichte des Ritters Kunifried von Raupenbiel und seine Aventiuren (Connétable) – Regie: Wolfgang Brunecker (Hörspiel – Rundfunk der DDR)
- 1961: Günter Koch/Manfred Uhlmann: Mordsache Brisson (Gardé) – Regie: Hans Knötzsch (Dokumentation – Rundfunk der DDR)
- 1961: Rolf Schneider: Prozeß Richard Waverly (Mr. Harrison) – Regie: Otto Dierichs (Hörspiel – Rundfunk der DDR)